# Шляхове (Баштанський район)

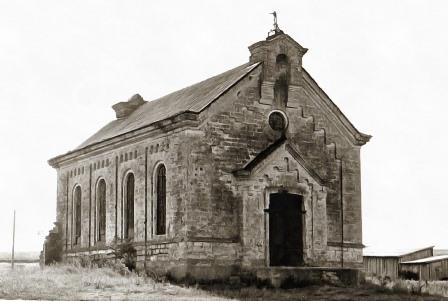
Римо-католицький храм в колонії Neu Karlsruhe (нині с.Шляхове, Баштанського р-ну.) з фото 1992 року.

Шляхове (до 2016 року — Червона Зірка) — село в Україні, у Баштанській міській громаді Баштанського району Миколаївської області. Населення становить 83 особи.
До 2016 року орган місцевого самоврядування — Плющівська сільська рада.

## Історія
Поселення засноване як німецька колонія Ней-Карлсруе (Neu-Karlsruhe), на балці Злодійка, переселенцями з німецької колонії Карлсруе (нині с. Степове, Миколаївський район, Миколаївської області) в 1867 році.
За статистичними відомостями в колонії на 1887 рік проживало 204 поселенці, з них 95 чоловіків та 109 жінок
В колонії Ней-Карлсрує на 1896 рік нараховувалося 35 дворів, римо-католицький молитовний будинок, всього жителів 218 (з них 103 чоловіка та 115 жінок).
На 1912 рік за статистичними відомостями було 35 дворів, католицький костел, школа, жителів 149.
За даними перепису 1916 року в колонії Ней-Карлсрує (яка в часи І світової війни була переіменована на хутір Делакуровка) нараховувалося -  дворів 24, жителів 133 (з них чоловіків 58, жінок 75).
Указом Президії Верховної Ради УРСР від 7 червня 1946 року "Про збереження історичних найменувань та уточнення і впорядкування існуючих назв сільських Рад і населених пунктів Миколаївської області"  хутір Нейкарлсруе був переіменований на хутір Червона Зірка (за назвою колгоспу "Roter Stern" (з німецької "Червона Зірка").
Після Другої світової війни населений пункт заселений трудовими переселенцями з Тернопільської області.

## Населення
Згідно з переписом УРСР 1989 року чисельність наявного населення села становила 88 осіб, з яких 46 чоловіків та 42 жінки.
За переписом населення України 2001 року в селі мешкало 79 осіб. 100 % населення вказало своєю рідною мовою українську мову.